# 野球中継

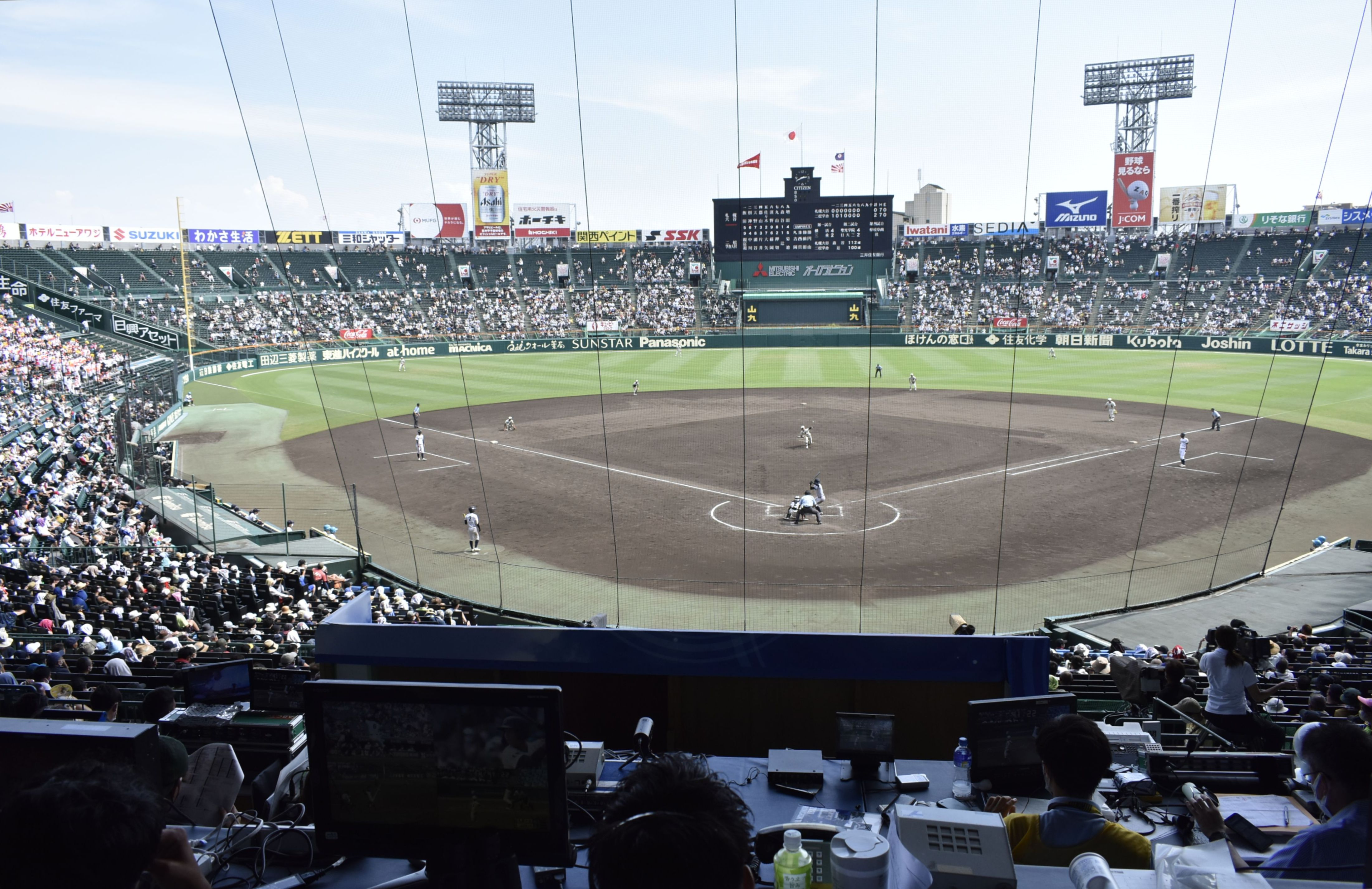
阪神甲子園球場での高校野球（夏の甲子園）

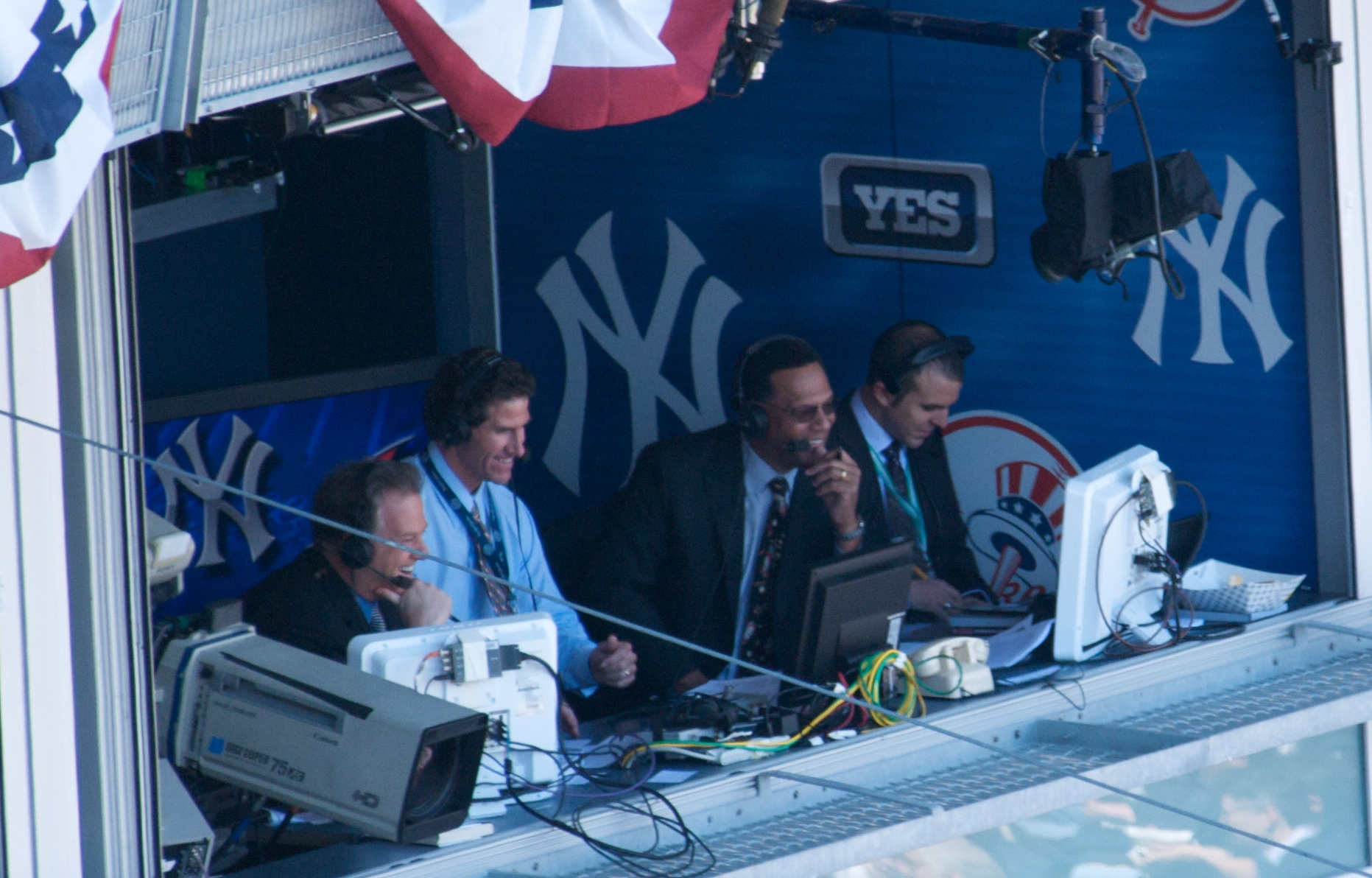
アメリカ・大リーグ野球 ニューヨーク・ヤンキース戦のテレビ野球中継のブース。YESネットワーク、マイケル・ケイ、ケン・シングルトン、ポール・オニール

野球中継（やきゅうちゅうけい）とは、野球の試合を、テレビやラジオなどで中継放送する、スポーツ中継の一種である。

## 中継対象による種類
- プロ野球 - プロ野球中継
  - メジャーリーグ（MLB）
  - 日本野球機構（NPB）
- 高校野球
  - 選抜高等学校野球大会（春） - MBS（GAORA）・NHK
  - 全国高等学校野球選手権大会（夏） - ABC（BS朝日・スカイA）・NHK
- その他
  - ワールド・ベースボール・クラシック(WBC) - （テレビ）テレビ朝日・TBS・J SPORTS、（ラジオ）ニッポン放送
  - オリンピックの野球中継（オリンピックの野球競技、日本ではジャパンコンソーシアム）など。